# Georg Lambert
Hans-Georg Lambert (Bad Salzschlirf, 7 oktober 1939) is een Duits ex-profvoetballer.

## Biografie
Lambert begon zijn voetballoopbaan bij de jeugd van 1. FC Saarbrücken. Daar speelde hij velen jaren in alle jeugdteams tot en met het eerste elftal van 1. FC Saarbrücken. Met ingang van het seizoen 1960/61 speelde hij twee seizoenen voor Willem II. Hij trouwde in Tilburg met een Nederlandse. Na twee seizoenen bij Willem II volgde een transfer naar Karlsruher SC waar hij geen wedstrijden speelde in het eerste elftal. Daarna volgde een beruchte transfer naar FC Schalke 04. In die tijd was de maximale transfersom gelimiteerd op 50.000 Duitse mark. Aangezien Schalke 04 graag de topspeler (Duits nationaal speler Günter Herrmann) van Karlsruher SC wilde hebben, en Karlsruher SC 50.000 Duitse mark te weinig vond, deden ze Lambert erbij, waarbij Schalke 04 100.000 Duitse mark overmaakte naar Karlsruher SC. Een zaak die in die tijd opzien baarde en de landelijke Duitse pers haalde. Beide clubs kregen punten in mindering gebracht, maar dit werd later weer teruggedraaid door de Duitse voetbalbond.
Lambert speelde bij Schalke 04 1 wedstrijd (90 minuten op 26-10-1963 Schalke 04 - Werder Bremen 2-3, 30000 toeschouwers), door veel blessureleed geteisterd bleef hij vaak aan de kant. Na Schalke 04 ging Lambert naar Nederland terug en speelde bij USV Elinkwijk waar zijn loopbaan eindigde. Wegens een afwijking aan de heup werd hij afgekeurd.
Na zijn actieve spelerscarrière werd Lambert trainer van het eerste van SVM Maartensdijk. In zijn eerste jaar als trainer leidde hij SVM Maartensdijk direct naar de titel.
Na zijn voetbalcarrière en trainerscarrière was Lambert vele jaren succesvol werkzaam in de medische technieken.
Overleden op 4 september 2015 te Zaandam.

## Overzicht
| 1958/59 | 1. FC Saarbrücken | 18 | 6 | Oberliga Südwest |
| ------- | ----------------- | -- | - | ---------------- |
| 1959/60 | 1. FC Saarbrücken | 16 | 6 | Oberliga Südwest |
| 1960/61 | Willem II         | 27 | 8 | Eredivisie       |
| 1961/62 | Willem II         | 30 | 4 | Eredivisie       |
| 1962/63 | Karlsruher SC     | 1  | 0 | Bundesliga       |
| 1963/65 | FC Schalke 04     | 1  | 0 | Bundesliga       |
| 1966/67 | USV Elinkwijk     | 1  | 0 | Eredivisie       |